# تعدين اليورانيوم في كازاخستان

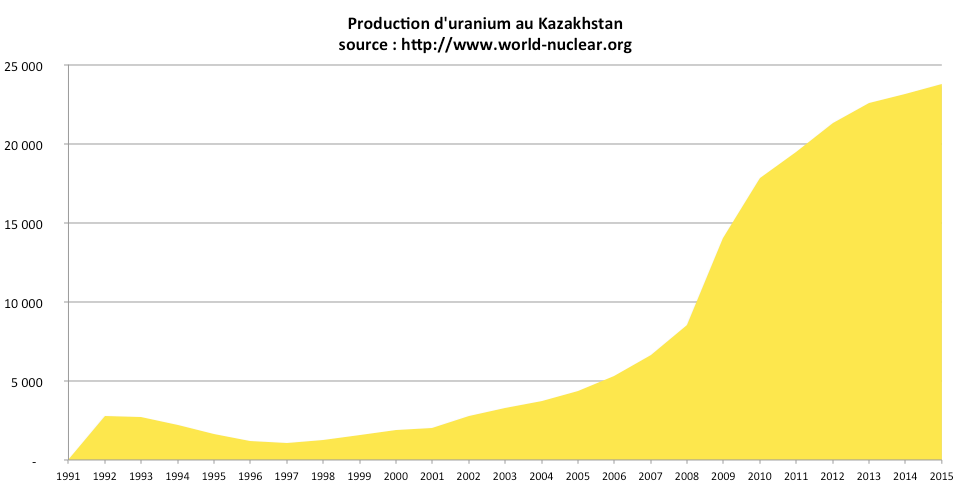

إن تعدين اليورانيوم في كازاخستان له أهمية كبيرة بالنسبة للاقتصاد الوطني. بحلول عام 2011، كانت كازاخستان تعتبر أكبر منتج في العالم لليورانيوم.

## التاريخ
بدأ استكشاف اليورانيوم في كازاخستان عام 1943. في وقت لاحق، في عام 1970، بدأ التعدين يعطي نتائج إيجابية، مما أدى إلى مزيد من الاستكشافات. لا تزال بعض المناجم تحت الأرض تعمل من الخمسينيات من القرن الماضي، لكنها على وشك النفاد. في نصف القرن العشرين، كانت كازاخستان مصدرا رئيسيا لليورانيوم المستخدم في البرامج النووية في العالم. في العقد من 2001 إلى 2011 زاد إنتاج اليورانيوم في كازاخستان بمقدار 17,428 طن. تمتلك كازاخستان 15 ٪ من اليورانيوم في العالم، وفي عام 2011، كانت كازاخستان مسؤولة عن 35 ٪ من الإنتاج العالمي. هناك 17 منجمًا لليورانيوم في البلاد، ولكن الحد الأقصى للإنتاج يبلغ 20000 طن سنويًا.
حاليا، توجد 50 نت الرواسب الطبيعية في ست مقاطعات. تقع مسؤولية استكشاف اليورانيوم على منظمتين فرعيتين لوزارة الجيولوجيا، «ستيبولوجي» في شمال كازاخستان و«فولكوفجيولوجي» في الجزء الجنوبي من البلاد. على الرغم من عدم وجود شبكة كهربائية مدعومة محليًا، إلا أن الكهرباء تأتي من روسيا، وفي الجنوب، تأتي من أوزبكستان وقيرغيزستان في الجنوب.